# روبیکان
روبیکان (انگلیسی: Rubycon) شرکت الکترونیک ژاپنی است، که در سال ۱۹۵۲ تأسیس شد.